# 20-й (скасований) піший Дніпровський полк (Вознесенськ)
20-й (скасований) піший Дніпровський полк (Вознесенськ) — українська військова одиниця, що була утворена у 1918 році на території Української Держави. Полк повинен був створений з кадру 16-го стрілецького полку російської армії. З 3 червня 1918 звався 20-пішим Дніпровським, 18 вересня 1918 року розформований. Полк входив до складу 3-го Херсонського корпусу Армії Української Держави.
Командир полку: полковник Михайло Удовиченко.

## Принагідно
- http://www.grwar.ru/persons/persons.html?id=3172 [Архівовано 5 лютого 2018 у Wayback Machine.]